# Interpretationsschlüssel
Interpretationsschlüssel ist eine systematische Zusammenstellung charakteristischer Merkmale der in Bildern zu interpretierenden und analysierenden Objekte, in der Regel in Form von erläuterten Bildbeispielen. 
Unterschieden werden im Wesentlichen:
- Auswahlschlüssel

Die Auswahlschlüssel werden derart aufbereitet, dass es der zu interpretierenden Objektstruktur am nächsten kommende Beispiel ausgewählt werden kann,
- Eliminationsschlüssel

Eliminationsschlüssel werden derart gestaltet, dass sich der gewählte Interpreter aus jeweils zwei oder mehr Varianten für die der zu interpretierenden Objektstruktur am nächsten kommende entscheidet, die anderen eliminiert und sich dadurch dem Ergebnis stufenweise annähert.
Der Interpretationsschlüssel ist beispielsweise ein Hilfsmittel zur Analyse von photographischen Bildern, beispielsweise bei der Biotoptypenkartierung aus Color-Infrarot (CIR)-Luftbildern.